# Куликов, Владимир Николаевич (хоккеист)
Владимир Николаевич Куликов (род. 28 мая 1981, Москва) — российский хоккеист, вратарь.

## Биография
Начинал играть в хоккей в шесть лет, сразу встал в ворота. В школе ЦСКА занимался с детьми год старше, первый тренер Владимир Трунов, вратарскую школу ставил Дмитрий Сапрыкин. В сезоне 1997/98 был в составе команды Meadville Area Senior High School (Мидвилл, Пенсильвания, США).
В сезонах 1998/99 — 1999/2000 играл за ХК ЦСКА в высшей лиге. На драфте НХЛ 1999 года был выбран в 7-м раунде под общим 211-м номером клубом «Торонто Мейпл Лифс». Сезон 2000/01 провёл в команде CHL «Мемфис РиверКингз», сыграв 8 матчей.
Так как Куликов подписал контракт с «Торонто», имея действующее соглашение с ЦСКА, то, вернувшись в Россию, в течение полутора лет с того момента, когда он последний раз получал зарплату в ЦСКА, не имел права играть в Суперлиге. Сезон 2001/02 провёл в команде первой лиги «Капитан» Ступино. В межсезонье 2002 года проходил предсезонку в новокузнецком «Металлурге», но отыграл сезон 2002/03 в челябинском «Тракторе». Затем выступал за «Крылья Советов» (2003/04 — 2004/05, 2007/08), «Ладу» и «Сибирь» (2005/06), «Витязь» Чехов (2006/07 — два матча), «Витязь-2» (2006/07 — 2007/08), «Рысь» Подольск (2008/09 — 2009/10).
Тренер вратарей молодёжной сборной России (2013—2019), дважды серебряный и дважды бронзовый призёр чемпионата мира.
Тренер вратарей клубов КХЛ «Торпедо» Нижний Новгород (2020/21 — 2021/22), «Куньлунь Ред Стар» (с 2023/24).